# Chan Chu
Chan Chuy (kinesisk: 蟾蜍; pinyin: chánchú; Wade-Giles: ch'an-ch'u), hvilket betydet "tudse" eller "frø", er også kendt som pengefrø og er et populært kinesisk symbol for velstand. Den afbilledes ofte som en oksefrø med røde øjne og udspilede næsebor. Oksefrøen sidder med dens tre ben på traditionelle kinesiske mønter og har også en en mønt i munden. Ifølge Feng Shui skal den kunne drive ondt væk, beskytte velstand og øge indtjening.